# Site de diffusion du Croizet
 (septembre 2017).
Pour les articles homonymes, voir Croizet.
Le site de diffusion du Croizet est un ensemble d'installations permettant la diffusion de 80 %[réf. souhaitée] des radios FM autorisées sur l'agglomération d'Aurillac. Il est situé à l'est du territoire communal d'Aurillac à environ 2 km du centre-ville.

## Composition
Ce site est composé de trois pylônes autostables : 
- Une infrastructure de 40 mètres de haut appartient à l'opérateur Towercast. Il diffuse 15 radios, dont une en auto-diffusion[2].
- Une infrastructure de 51 mètres de haut appartient à Lagardère Active. Il diffuse les trois radios du groupe (Virgin Radio, RFM et Europe 1) et une autre en auto-diffusion[2].
- Une infrastructure de 30 mètres de haut diffuse une radio en auto-diffusion[2].
- Une infrastructure de 15 mètres de haut permet des liaisons mobiles privées (PMR).

## PylôneTowercast

### Radios
Le pylône exploité par Towercast diffuse 11 radios et possède un récepteur faisceau hertzien pour recevoir et retransmettre le signal de Jordanne FM, dont les studios se trouvent à l'est d'Aurillac.
| Fréquence | Station          | Catégorie | Puissance | Code RDS (PS) | Hauteur des antennes | Diffuseur      |
| --------- | ---------------- | --------- | --------- | ------------- | -------------------- | -------------- |
| 90.5      | Nostalgie        | D         | 200 W     | NOSTALGI      | 37 m                 | Towercast      |
| 91.3      | Rire et Chansons | D         | 200 W     | _RIRE_&_      | 37 m                 | Towercast      |
| 92.3      | France Musique   | Publique  | 200 W     | MUSIQUE_      | 20 m                 | Towercast      |
| 93.9      | RTL2             | D         | 200 W     | __RTL2__      | 37 m                 | Towercast      |
| 94.9      | France Inter     | Publique  | 200 W     | __INTER_      | 20 m                 | Towercast      |
| 96.5      | Radio Classique  | D         | 200 W     | CLASSIQ_      | 37 m                 | Towercast      |
| 97.2      | Jordanne FM      | B         | 1 kW      | JORDANNE      | 27 m                 | Auto-diffusion |
| 97.6      | Skyrock          | D         | 200 W     | SKYROCK_      | 37 m                 | Towercast      |
| 98.4      | France Culture   | Publique  | 200 W     | _CULTURE      | 20 m                 | Towercast      |
| 99.1      | Chérie FM        | D         | 1 kW      | CHERIEFM      | 37 m                 | Towercast      |
| 99.6      | Jazz Radio       | D         | 1 kW      | J_A_Z_Z_      | 30 m                 | Towercast      |
| 101.8     | NRJ              | D         | 200 W     | __NRJ___      | 37 m                 | Towercast      |
| 102.8     | Fun Radio        | D         | 200 W     | __F_U_N_      | 37 m                 | Towercast      |
| 104.5     | RTL              | E         | 200 W     | __RTL___      | 37 m                 | Towercast      |
| 105.5     | France Info      | Publique  | 500 W     | __INFO__      | 30 m                 | Towercast      |

## PylôneLagardère Active
| Fréquence | Station      | Catégorie | Puissance | Code RDS (PS) | Hauteur des antennes |
| --------- | ------------ | --------- | --------- | ------------- | -------------------- |
| 89.0      | Virgin Radio | D         | 1 kW      | _VIRGIN_      | 47 m                 |
| 89.4      | RCF Corrèze  | A         | 1 kW      | __RCF19_      | 29 m                 |
| 103.3     | RFM          | D         | 1 kW      | __RFM___      | 47 m                 |
| 106.5     | Europe 1     | E         | 1 kW      | EUROPE_1      | 47 m                 |

## Pylône "Auto-diffusion"
| Fréquence | Station | Catégorie | Puissance | Code RDS (PS) | Hauteur des antennes |
| --------- | ------- | --------- | --------- | ------------- | -------------------- |
| 92.8      | Totem   | B         | 500 W     | TOTEM___      | 20 m                 |

### Photos
- Pylône Towercast sur annuaireradio.fr (consulté le 22 mai 2017).
- Pylône Lagardère Active sur annuaireradio.fr (consulté le 22 mai 2017).
- Photos de septembre 2004 sur le site de tvignaud (consulté le 22 mai 2017).